# آلفیو کالتابیانو
آلفیو کالتابیانو (ایتالیایی: Alfio Caltabiano؛ ۱۷ ژوئیه ۱۹۳۲ – ۲۳ ژوئن ۲۰۰۷) یک هنرپیشه، نویسنده و کارگردان فیلم اهل ایتالیا بود.
از فیلم‌ها یا برنامه‌های تلویزیونی که وی در آن نقش داشته‌است می‌توان به ارتش برانکالئونه، غول رودس، کالیفرنیا، مسالینا و باراباس اشاره کرد.